# Владимир Русанов
Владимир Александрович Русанов е руски геолог, полярен изследовател.

## Произход и години на учение (1875 – 1907)
Роден е на 3 ноември 1875 година в град Орел, Руска империя, в семейство на търговец. Баща му умира, когато е на пет години. Расте любознателен, но успехите му в училище са много слаби и е изключен поради слаб успех. С големи усилия през 1897 завършва Орловската духовна семинария с протекциите на свои роднини. По това време на завършилите семинария е забранено да следват в светски висши учебни заведения и отново с помощта на роднини Русанов постъпва като слушател в естествения факултет на Киевския университет. Скоро обаче е арестуван за участие в студентски стачки и през май 1901 е изпратен за две години на заточение в Уст Сисолск (Усть-Сысольск), Вологодска губерния. Там работи като статистик в местната земска управа.
След изтичането на срока на заточение му е забранено да живее в Москва, Петербург и други университетски градове. За да продължи учението си подава молба за напускане на страната, която е удовлетворена и през есента на 1903 заминава за Франция. В Париж Русанов постъпва в Руското висше училище, организирано от руския емигрант, професор в Сорбоната, Михаил Ковалевски, който му съдейства да се запише като слушател в Сорбоната, специалност геология.

## Експедиции в Нова земя (1907 – 1913)

### Първа експедиция (1907)
През лятото на 1907 Русанов решава да посети Нова Земя, за да събере материали за своята дисертация. Експедицията се състои от трима души, които изследват протока Маточкин Шар. Измерват силата на ветровете, теченията и движенията на ледовете. Въз основа на събраните материали Русанов идва до извода, че образуването на протока се дължи на ледовете. Първи изследва ледниците на Северния остров и установява тяхното отстъпление.

### Втора експедиция (1908)
През 1908 участва вече като дипломиран геолог във френска експедиция на Нова Земя. Пръв пресича Северния остров от запад на изток и обратно по 74º с.ш. от залива Кръст (55º 35` и.д.) до залива Незнайни (57º 30` и.д.) по края на ледения щит, като обратния път преминава абсолютно сам.

### Трета експедиция (1909)
През 1909 Русанов получава официална покана да участва в експедиция на Нова Земя, организирана от Управлението по земеделие и земеустройство. Целта на експедицията е да се създаде на Нова Земя руско селище, където ползвайки се от пасивността на руското правителство, норвежците провеждат хищническа кампания по лов на морски зверове и риба.
Русанов отново пресича Северния остров по долина дълга само 40 км, разположена между два дълбоко врязани залива и изследва част от западното му крайбрежие между 74 – 75º с.ш., като открива няколко реки и езера и залива Машигин (74°45′ с. ш. 56°00′ и. д. / 74.75° с. ш. 56° и. д.).

### Четвърта експедиция (1910) и обикаляне на Северния остров
През 1910 архангелският губернатор Сосновски предлага на Русанов да възглави нова експедиция за изследване на северните части на Нова Земя. Русанов картира западното крайбрежие на Северния остров (48,1 хил. км2) от п-ов Адмиралтейство до Архангелския залив (75° 50' с.ш.). На западното му крайбрежие, между 75º и 75º 50` с.ш., открива два залива. На 75º 55` с.ш. изследва о-вите Горбов, а на 76º 10` с.ш. – о-вите Панкратев и открива, че един от островите се е превърнал в полуостров.
Заобикаля от север Нова Земя и продължава на юг покрай югоизточното крайбрежие на Северния остров. На юг от 76º с.ш. открива и проследява около 50 км от ледника Норденшелд. По-нататък, на югозапад, покрай брега се простират ледници. Русанов установява, че официалните карти на карския бряг на Нова Земя, от 75° до 73° 30' с.ш., не съответстват на действителността. В този интервал той открива четири залива, а на 74º 35` с.ш. – залива Ог. Извършва пълно плаване около Северния остров, наблюдава движението на ледовете, местните ветрове и морски течения, събира колекции по геология, палеонтология, ботаника, ентомология, зоология и други. По данни от заснемането и няколко маршрути във вътрешността на острова му, съставя първата достоверна карта.

### Пета експедиция (1911)
През 1911 плава около Южния остров (33,2 хил. км2), като подробно изследва остров Междушарски (71°12′ с. ш. 52°50′ и. д. / 71.2° с. ш. 52.833333° и. д., 748 км2) и залива Рейнеке (70°34′ с. ш. 56°45′ и. д. / 70.566667° с. ш. 56.75° и. д.). През протока Карски Врати навлиза в свободното от ледове Карско море и продължава на север покрай източния бряг на Южния остров. Русанов открива, че до 72° с.ш. брегът е равнинен, а на север се появяват стъпаловидни планини. През септември преминава през протока Маточкин Шар и по този начин прави пълна обиколка на Южния остров.

### Последна експедиция и гибел на Русанов (1912/1913)
През 1912 г., на кораба „Херкулес“ (65 т), Русинов е изпратен от правителството да изследва въглищните залежи на Шпицберген и за шести път плава към Нова Земя. Преминава през протока Маточкин Шар, поема на изток в Карско море, след което цялата експедиция с единадесет души на борда изчезва безследно.
През 1934 на скалите Минин покрай западното крайбрежие на п-ов Таймир е открит дървен стълб с надпис „Херкулес“ и някои вещи на участниците в експедицията.

## Памет
Неговото име носят:
- връх Русанов (71°28′ ю. ш. 18°43′ и. д. / 71.466667° ю. ш. 18.716667° и. д.), в Антарктида, Бряг Принцеса Астрид;
- връх Русанов (78°48′ с. ш. 103°09′ и. д. / 78.8° с. ш. 103.15° и. д., 521 м), в северната част на остров Болшевик, архипелаг Северна земя;
- връх Русанов (73°55′ с. ш. 56°46′ и. д. / 73.916667° с. ш. 56.766667° и. д., 987 м), в южната част на Северния остров на Нова земя;
- долина Русанов (73°54′ с. ш. 56°12′ и. д. / 73.9° с. ш. 56.2° и. д.), в южната част на Северния остров на Нова земя;
- езеро Русанов (74°34′ с. ш. 104°55′ и. д. / 74.566667° с. ш. 104.916667° и. д.), на п-ов Таймир;
- залив Русанов (70°34′ с. ш. 56°23′ и. д. / 70.566667° с. ш. 56.383333° и. д.), на Баренцово море, на южното крайбрежие на Южния остров на Нова земя;
- залив Русанов (74°58′ с. ш. 60°24′ и. д. / 74.966667° с. ш. 60.4° и. д.), на Карско море, на източното крайбрежие на Северния остров на Нова земя;
- ледник Русанов (79°55′ с. ш. 97°00′ и. д. / 79.916667° с. ш. 97° и. д.), в северната част на остров Октомврийска революция, архипелаг Северна земя;
- нос Русанов (78°08′ с. ш. 14°58′ и. д. / 78.133333° с. ш. 14.966667° и. д.), на западния бряг на остров Западен Шпицберген, архипелаг Шпицберген;
- нос Русанов (74°57′ с. ш. 86°31′ и. д. / 74.95° с. ш. 86.516667° и. д.), на северния бряг на остров Колосов, в шхерите Минин, Карско море;
- нос Русанов (80°32′ с. ш. 54°21′ и. д. / 80.533333° с. ш. 54.35° и. д.), на източния бряг на остров Нансен, в архипелага Земя на Франц Йосиф;
- п-ов Русанов (70°36′ с. ш. 56°24′ и. д. / 70.6° с. ш. 56.4° и. д.), на южния бряг на Южния остров на Нова земя;
- проток Русанов (70°35′ с. ш. 56°39′ и. д. / 70.583333° с. ш. 56.65° и. д.), между п-ов Русанов на запад и остров Богословски на изток на южното крайбрежие на Южния остров на Нова земя;
- селище от градски тип Русаново (62°56′ с. ш. 56°10′ и. д. / 62.933333° с. ш. 56.166667° и. д.), в Република Коми, Русия;
- улица „Владимир Русанов“ в градовете Архангелск, Москва, Орел, Печора и Северодвинск;
- два ледоразбивача „Владимир Русанов“.